# Stiphrornis rudderi
Stiphrornis rudderi — вид (или подвид, так как мнения специалистов относительно таксономии самого рода Stiphrornis расходятся) птиц из семейства мухоловковые. Обитают в Африке, на территории Конго. Живут в лесу, особенно в подлеске. Питаются насекомыми и их личинками (жуками, муравьями, термитами, гусеницами, паразитическими осами). Практически не мигрируют. Потенциальную угрозу для вида представляет обезлесивание.
Видовой эпитет присвоен в честь бывшего руководителя Техасского университета Джеймса Эрла Раддера.